# GIC (Government Investment Corporation)
A GIC (Government of Singapore Investment Corporation Private Limited) Szingapúr állami befektetési alapja, az ország valutatartalékát kezeli.
1981-ben alapították, 2008-ban mintegy 330 milliárd dollárnyi befektetést kezelt, ezzel a világ harmadik legnagyobb állami befektetési alapja.
portfóliójában megtalálható fő eszközfajták:
- részvények,
- fixed income (fix bevételű termékek),
- pénzpiaci termékek,
- ingatlan,
- egyéb, különleges befektetések.

Portfóliójának egyik eleme a Budapest Liszt Ferenc nemzetközi repülőtér részvényeinek 13,625%-a.